# Парвальбумін
Парвальбумін (англ. Parvalbumin) – кальцій-зв'язувальний білок, що належить до групи альбумінів. Кодується геном PVALB, розташованим у людини на довгому плечі 22-ї хромосоми. Довжина поліпептидного ланцюга білка становить 110 амінокислот, а молекулярна маса — 12 059.
| 10         |  | 20         |  | 30         |  | 40         |  | 50         |
| ---------- |  | ---------- |  | ---------- |  | ---------- |  | ---------- |
| MSMTDLLNAE |  | DIKKAVGAFS |  | ATDSFDHKKF |  | FQMVGLKKKS |  | ADDVKKVFHM |
| LDKDKSGFIE |  | EDELGFILKG |  | FSPDARDLSA |  | KETKMLMAAG |  | DKDGDGKIGV |
| DEFSTLVAES |  |            |  |            |  |            |  |            |

A: Аланін

D: Аспарагінова кислота

E: Глутамінова кислота

F: Фенілаланін

G: Гліцин

H: Гістидин

I: Ізолейцин

K: Лізин

L: Лейцин

M: Метіонін

N: Аспарагін

P: Пролін

Q: Глутамін

R: Аргінін

S: Серин

T: Треонін

Цей білок задіяний у такому біологічному процесі як ацетилювання. 
Парвальбумін має три мотиви EF hand і структурно пов'язаний з кальмодуліном і тропоніном C, з яким ген парвальбуміну утворює надродину. Високі рівні парвальбуміну спостерігаються в м'язах, що швидко скорочуються; нижчі рівні виявляються також в мозку і деяких ендокринних тканинах. У м'язах парвальбумін обмежує рівень вільних іонів Ca2+, що прискорює м'язове розслаблення.